# Lozifolket
Lozifolket, også kendt som Balozi, er en bantu-talende etnisk gruppe der hører hjemme i det sydlige Afrika. De har betydelige populationer i  Angola, Botswana, Namibia, Zambia og Zimbabwe. Lozi-sproget, Silozi, bruges som det formelle sprog i officielle, uddannelsesmæssige og mediemæssige sammenhænge. Lozi-folket tæller cirka 1.562.000. 
Lozierne omfatter en lang række stammer, herunder Bamakoma, Kwanda, Lukolwe, Bafwe (Mafwe), Batotela, Bayeyi, Mbowe (Mamboe), Bambukushu, Mishulundu, Muenyi (Mwenyi), Mwanga, Ndundulu, Nygengo, Shanjo, Simaa, Basubia, og Batongabia, der  deler fælles skikke og traditioner. Sproget Silozi tjener som det formelle sprog til officielle, uddannelsesmæssige og medieformål. Ægteskab mellem stammerne styrker yderligere deres kulturelle bånd.
Lozi-folket kendes også  under forskellige andre navne som Malozi, Nyambe, Makololo, Barotse, Rotse, Rozi, Rutse, Balozi, Balobedu og Tozvi. De kalder deres land Bulozi eller Barotseland.

## Navn
Ordet "Lozi" betyder "slette" på Makololo -sproget, der henviser til Barotseflodsletten ved Zambezifloden, på og omkring hvilken de fleste Lozifolk bor. Det kan også staves Lotse eller Rotse, hvor stavemåden Lozi stammer fra tyske missionærer i det nuværende Namibia. Mu- og Ba- er tilsvarende entals- og flertalspræfikser for visse substantiver i Silozi-sproget, så Murotse betyder "slettens person", mens Barotse betyder "slettens folk".

## Historie
Ifølge Lozitraditionen har de altid boet i Barotseland. Omkring 1830 invaderede en hær, der stammede fra den Sotho-talende Bafokeng-region i Sydafrika, kendt som Makololo, ledet af krigeren Sebetwane, Barotseland og erobrede Lozi. De regerede indtil 1864, hvor Sotho-kliken blev væltet efter et Lozi-oprør.
Selvom Barotseland blev indlemmet i Nordrhodesia, bevarede det en del autonomi, og det blev overført fra  Nordrhodesia blev Zambia da landet blev uafhængigt  i 1964. I optakten til uafhængigheden tog, Ngambela (premierminister) og omkring et dusin højtstående indunaer til London for at tale med Colonial Office i et forsøg på at få Barotseland til at forblive et protektorat.

## Social organisation
I Lozi-samfundet ledes familien traditionelt af den ældste mand, ofte bedstefaderen. Familieforhold dannes gennem ægteskab, fødsel eller adoption. Ægteskabet er  et afgørende til at styrke og udvide familieforbindelser. En mand, der blevet voksen, forventes at have arbejde, etablere sin egen gård kendt som en lapa og finde en hustru mufumahali. Ved ægteskab flytter hustruen typisk til  mandens gård, integrerer sig i hans familie og får deres efternavn. Selvom det er faldende i moderne tid, er polygami stadig almindeligt blandt lozierne.

## Påklædning
Traditionel påklædning er vigtigt i Lozi-kulturen, især for kvinder. Lozi-kvinder bærer musisi, som betyder "nederdel" på Silozi. Denne beklædningsgenstand er normalt lavet af satin og er ofte parret med et matchende sjal kaldet cali. Derudover bærer kvinder tøj der dækker dem, især fra taljen og ned, og dækker altid deres hår med et tørklæde. Denne påklædning indikerer  beskedenhed, respekt og værdighed.

## Køkken
Loziens basisføde er en majsgrød der  kaldes buhobe. Den serveres ofte med Zambezi brasenfisk (Pharyngochromis acuticeps), og grøntsager, eller spises med en fermenteret mælkeret, "mabisi". Dette køkken afspejler Lozis forbindelse til deres miljø og traditionelle landbrugsmetoder.

## Musik og dans
Musik og dans er en integreret del af Lozis sociale liv. Sipelu er en traditionel Lozi-dans der udføres af unge mænd og kvinder ved forskellige sociale arrangementer i løbet af året. Det er et udtryk for kulturel identitet, der fremvises under forestillinger for kongen i hans palads, hans besøg i lokalsamfund, bryllupper og andre festligheder.

## Eksterne lænker
- Wikimedia Commons har flere filer relateret til Lozifolket